# ليون باك
ليون باك (بالفرنسية: Léon Buck)‏ هو مبارز بالسيف لوكسمبورغي، ولد في 16 أكتوبر 1915 في لوكسمبورغ في لوكسمبورغ، وتوفي في 20 مايو 1972.

## وصلات خارجية
- ليون باك على موقع اللجنة الأولمبية الدولية (الإنجليزية)
- ليون باك على موقع أوليمبيديا (الإنجليزية)